# Kreuzwandspitze
Kreuzwandspitze är en bergstopp i Österrike.   Den ligger i distriktet Lienz och förbundslandet Tyrolen, i den centrala delen av landet, 300 km väster om huvudstaden Wien. Toppen på Kreuzwandspitze är 2 675 meter över havet.
Terrängen runt Kreuzwandspitze är mycket bergig. Runt Kreuzwandspitze är det ganska glesbefolkat, med 26 invånare per kvadratkilometer.. Närmaste större samhälle är Matrei in Osttirol, 10,4 km sydväst om Kreuzwandspitze. 
I omgivningarna runt Kreuzwandspitze växer i huvudsak blandskog.